# ココリ

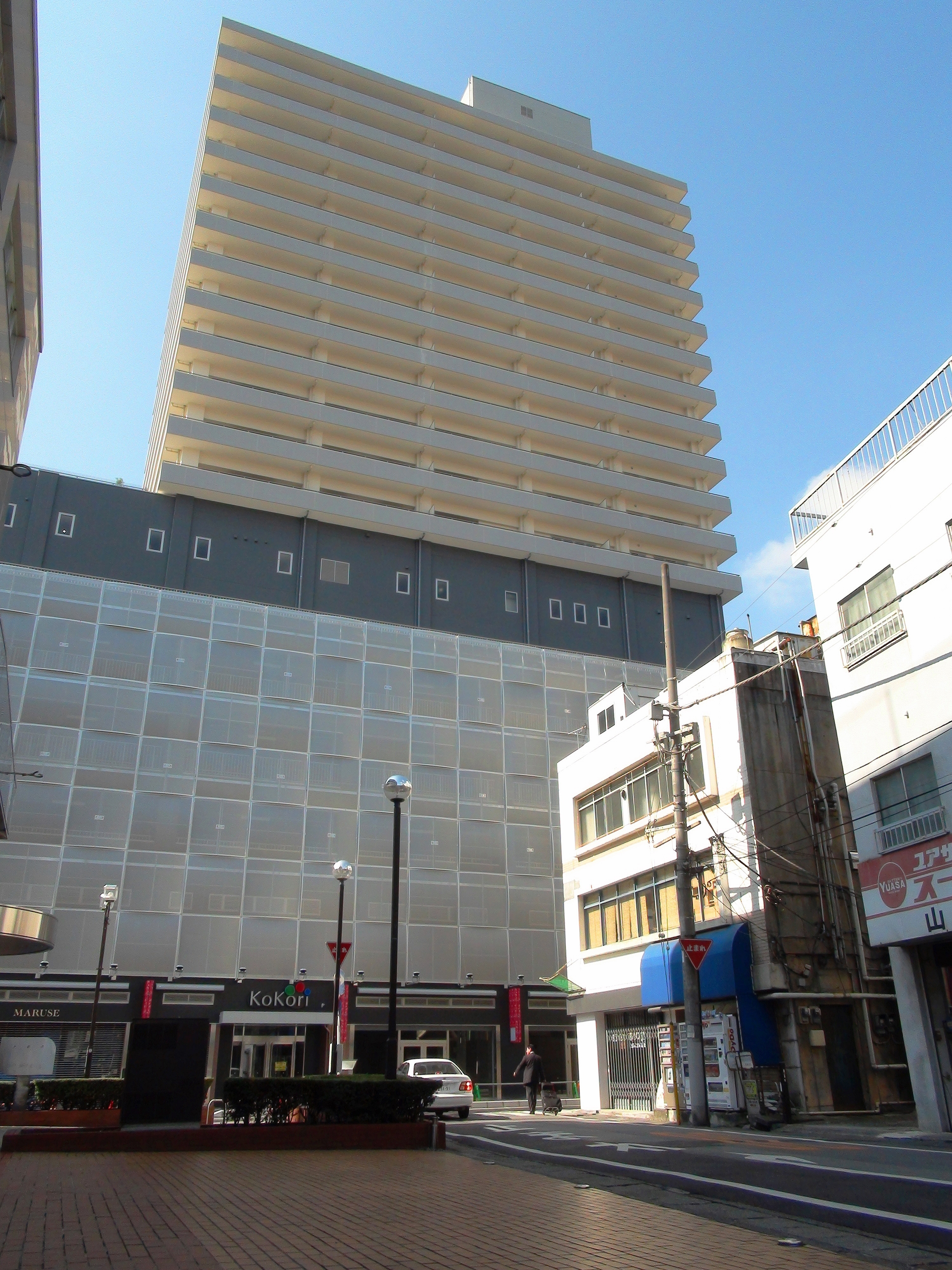
竣工間もない頃のココリ。中央地区側から撮影（2010年9月1日）。

ココリ（KoKori）は、山梨県甲府市丸の内にある低層商業高層住宅型の複合ビルである。
竣工前のビル全体の名称は『紅梅地区再開発ビル』で、『ココリ』は低層階の商業施設（テナント）部分の名称を公募で決定したものである（後述）。高層の居住部分は『ライオンズタワー甲府』、中層は『山梨県立宝石美術専門学校』となっているが、当項目では本名称を使用している商業施設および住居部分について記述する。

## 概要

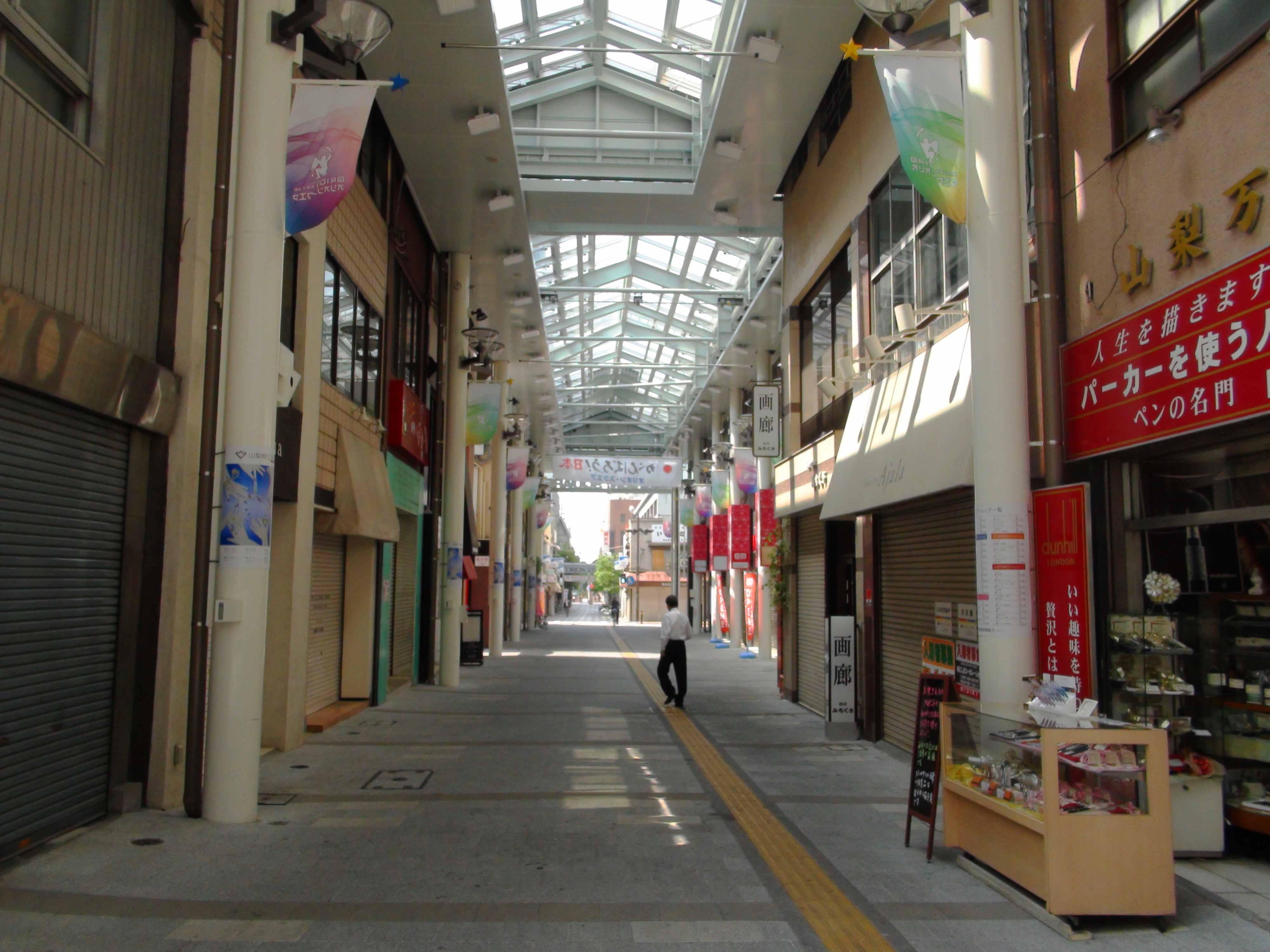
名称の由来になったオリオン通り

甲府駅南口にある丸の内地区や中央地区地区の所謂甲府中心部は古くからの官公庁および繁華街で、1980年代は岡島百貨店をはじめ山交百貨店、甲府西武、甲府銀座ビルに入居していたトポス甲府店といった売場面積1万m2大型店舗を中心に甲府中央商店街があり、特にバブル景気の頃は増床や改築が相次いだことで中心部で著しく競争が激しくなった。山梨県内最大手のスーパーマーケット『オギノ』も1991年（平成3年）に旧本社施設を改修し、ファッションモール『パセオ』をオープンして丸の内地区の紅梅エリアで運営していた。パセオは地下1階から地上6階までの全７階で構成されており、紅梅北通りやオリオン通りに面した1階の外向店舗の構成はココリにも引き継がれている。
しかしバブル景気が終焉すると甲府中心部の歩行者交通量は急減し、甲府西武とトポス甲府店が閉店。さらに2000年（平成12年）には大規模小売店舗立地法が執行されたことで郊外に大型店舗が次々と開業し、甲府中心部の店舗は大打撃を受けた。パセオも例外ではなく、入居していた店舗が次々と郊外へ転出するなど業績は悪化の一途を辿ることになる。
これに対し、市街地の活性化を図りたい甲府市役所や甲府商工会議所、紅梅地区の地主や経営者はオギノと共同でパセオの再開発に乗り出し、2005年(平成7年)に「甲府紅梅地区市街地再開発組合」が結成され、事業費約107億円のうち約47億円を国や県、市からの補助金から捻出し、低層商業高層住宅型複合ビルの建設に着手することになった。

### 名称の経緯と由来
ココリ（KoKori）という建物の名称は、山梨県在住者を対象にした公募によるもので、応募総数479点の中から同再開発組合の選考によって選ばれた。ココリ（KoKori）の名の由来は、甲府のコ、再開発地区の旧町名である紅梅のコ、同地にあるショッピングアーケード街オリオン通りからリの、3つの地名を元にした造語であり、甲府市在住の歯科医師により考案された。

## 各施設の状況

### 居住部分
居住部分は家族向け分譲マンションとし、当初は日本綜合地所が販売・管理を手掛ける予定であったが、着工前後に表面化した世界金融危機およびリーマン・ショックの影響により2009年（平成21年）2月5日に日本綜合地所が会社更生法の申立てを行ない、同年6月12日に再開発事業から撤退することを発表した。組合や県・市などは代わりの事業者を選定し、同年12月11日に「ライオンズマンション」を手掛ける大京に決定された。この際大京に予定価格より安価で売却され、その不足分を国からの景気対策費によって充当された。
大京は2010年（平成22年）4月より受付を開始。周辺のマンション価格より安価であることから募集者が集まり、6月までに完売した。

### 商業施設部分

#### オープン前の状況
2005年1月に構想が発表された当初は地上3階地下1階の全フロアと地上4階から6階までの1部を商業施設とし、売場面積は11,400m2であった。しかし甲府中央商店街への影響懸念や専門学校の移転誘致など三度の計画変更が行われ、最終的に地上2階地下1階売場面積5,400m2となった。また、食品スーパーを核店舗とする予定であったが、岡島百貨店の食品売り場（アマノパークス）やオギノかすがもーる店など近隣に競合店があることから誘致を断念し、山梨県の指導で地場産業である宝石や装飾品を揃えた「プレミアムアウトレットジュエリーモール」が核店舗に指定された。また、食品スーパーの代わりに当初計画より規模を大幅縮小した生鮮館を地下1階に配置している。
グランドオープン半年前の2010年3月の時点で全フロアの8割が埋まっていない状況であったが、組合は東京のコンサルティング会社の協力のもと「甲府楽市」と称し、2階部分を50から60の小規模店舗が定期的に入れ替わる方式に変更した。

#### 開店直後と相次ぐ撤退
2010年（平成22年）10月22日に全面オープンを迎え、地元紙の山梨日日新聞は賑わいを見せているとの記事を掲載した一方で、全国紙の地方版は1階の3区画が埋まらないままオープンを迎えたことを指摘するなど先行きを不安視した。程なくして全国紙が危惧していた通り客足が遠のき、1ヶ月が経過した11月には早くも撤退店舗が現れ、12月にはクリスマスシーズンにもかかわらず客が十数人しか入っていない状況が報じられている。年が明けた2011年（平成23年）も撤退店舗が相次ぎ、2月をもって生鮮館が閉鎖（後に生鮮館の名前も削除された）、5月にはコンサルティング会社の撤退により2階の甲府楽市が閉店し、オープンから1年足らずで約100店舗入居していた商業施設はわずか30店舗まで激減した。撤退した店舗に代わる新たな店舗を模索するも「周囲の人通りが少ない」「（賃料が）ただでも出店は無理」と言われるなど断られ、管理者の西松建設と所有者、組合とで意見が対立が起きていると報じられている。

#### 「ホビータウン甲府」の開店と核店舗の撤退検討
甲府楽市の撤退により一時閉鎖となった2階であるが、2011年（平成23年）12月にらしんばんやアニメイトなどサブカルチャーの店舗と新たに契約し、ホビータウン甲府として再開。2012年（平成24年）9月には山梨県民会館にあった献血ルームを移転開設し、さらに2013年（平成25年）夏に1階北側にモンテローザ系列の串揚居酒屋「俺の串かつ黒田」が入居し、一時的に空きフロアが順次埋まる状態になった。しかし串揚居酒屋の入居と同じ時期に鉄板焼き店「ハイカラ横丁甲府店」が無期限休業を発表（その後完全撤退）すると11月末にはケータイ・スマートフォンショップが撤退した。
そして2014年（平成26年）1月には核店舗のプレミアムアウトレットジュエリーモールがココリからの撤退を検討していることが報じられ、この時は残ったものの核店舗の撤退報道はココリの経営状況の厳しさを裏付ける結果となった。

#### イオングループおよびサンリオの支援
2014年（平成26年）2月5日、イオングループのショッピングセンター運営会社であるイオンモールがココリのテナントを支援することが、山梨日日新聞や各全国紙県内版、YBSニュース（山梨放送）などで報じられ、地下1階の生鮮館跡地に飲食店等、1階の空きフロア部分と2階の南側にテナントを入居させるなどの方針を表明した。これについて一部メディアが「イオンモール甲府昭和の増床計画を理解してもらうため」と報道され、増床計画に反対している甲府商店街連盟などが警戒していたが、イオンモール側が数日後に「イオンモール甲府昭和の増床計画とは別である」と否定。その後、テナント部分を管理する西松建設との契約等が進み、近く正式契約すると報じられている。
2015年（平成27年）1月30日、甲府市は「ハローキティ」で知られるサンリオが開発事業に協力すると発表した。また、上述のイオンモールによる支援も同日プロパティマネジメント締結の発表があり、これによる参入店舗は3月下旬から順次オープンするとしている。
同年3月20日にリニューアルオープン。ホビータウン甲府は残ったが1階の核店舗だったプレミアムアウトレットジュエリーモールが撤退し、入れ替わりや空き店舗の場所に未来屋書店や築地銀だこ、コンタクトレンズ店やエステ店などが入居した。その後も4月24日にはパソコンショップのドスパラが2階に、27日にはサンマルクカフェが1階にオープンしている。
2016年7月12日に系列のイオンリテールにより地下1階の生鮮館があった場所に「イオン甲府ココリ店」が、1階のサンマルクカフェの隣に「イオンリカー」オープンした。

#### イオングループの撤退と「ホビータウン甲府」の終了
イオングループの参入によって立て直したかにみえたが、2017年（平成29年）になると1階のコンタクトレンズ専門店とジュエリーモール撤退後も唯一残っていたジュエリー系の店が閉店、2階で営業をしていた築地銀だこも同じ時期に閉店（跡地は中央部のゲームセンター「スタジオプリモ」が拡張）するなど、再び閉店や撤退が相次ぐようになる。
2019年（令和元年）8月18日にはイオングループ系列の未来屋書店が閉店した理由としては未来屋書店の売場面積が1,000m2に満たないのに対し、紅梅通りを隔てて斜め南東側にある岡島百貨店内で営業している競合店のジュンク堂は3,000m2を誇り、明らかに太刀打ちできていなかったことが挙げられる。
2020年（令和2年）5月29日、イオンは「店の面積が手狭でイオングループとして強化しようとしている出来立ての総菜を調理する厨房を確保するスペースが取れない」との理由で同年11月末日を以てココリから撤退することを発表し、リカー店と同時に11月30日を以って閉店した。
2階については2021年（令和3年）4月にオープン予定のヨドバシ甲府と競合することもあり2020年11月7日にドスパラが閉店（2022年（令和4年）1月に中心部から離れた飯田地区に再出店）すると、2022年（令和4年）6月に2階にあった全店舗・施設が相次いで閉鎖や移転を発表した。このうちアニメイト甲府店とらしんばん甲府店はイオンモール甲府昭和へ、スタジオプリモ甲府店はプリクラコーナーのみ近隣ビルに、カードラボ甲府店は全面閉店、献血ルームも9月を目処にファース甲府（ココリから見て北東方向にあるテナントビル）に移転となり、これら店舗は7月までに撤退（献血ルームのみ8月28日まで営業）し、11年続いた「ホビータウン甲府」も終了となった。

#### 岡島百貨店の移転オープン

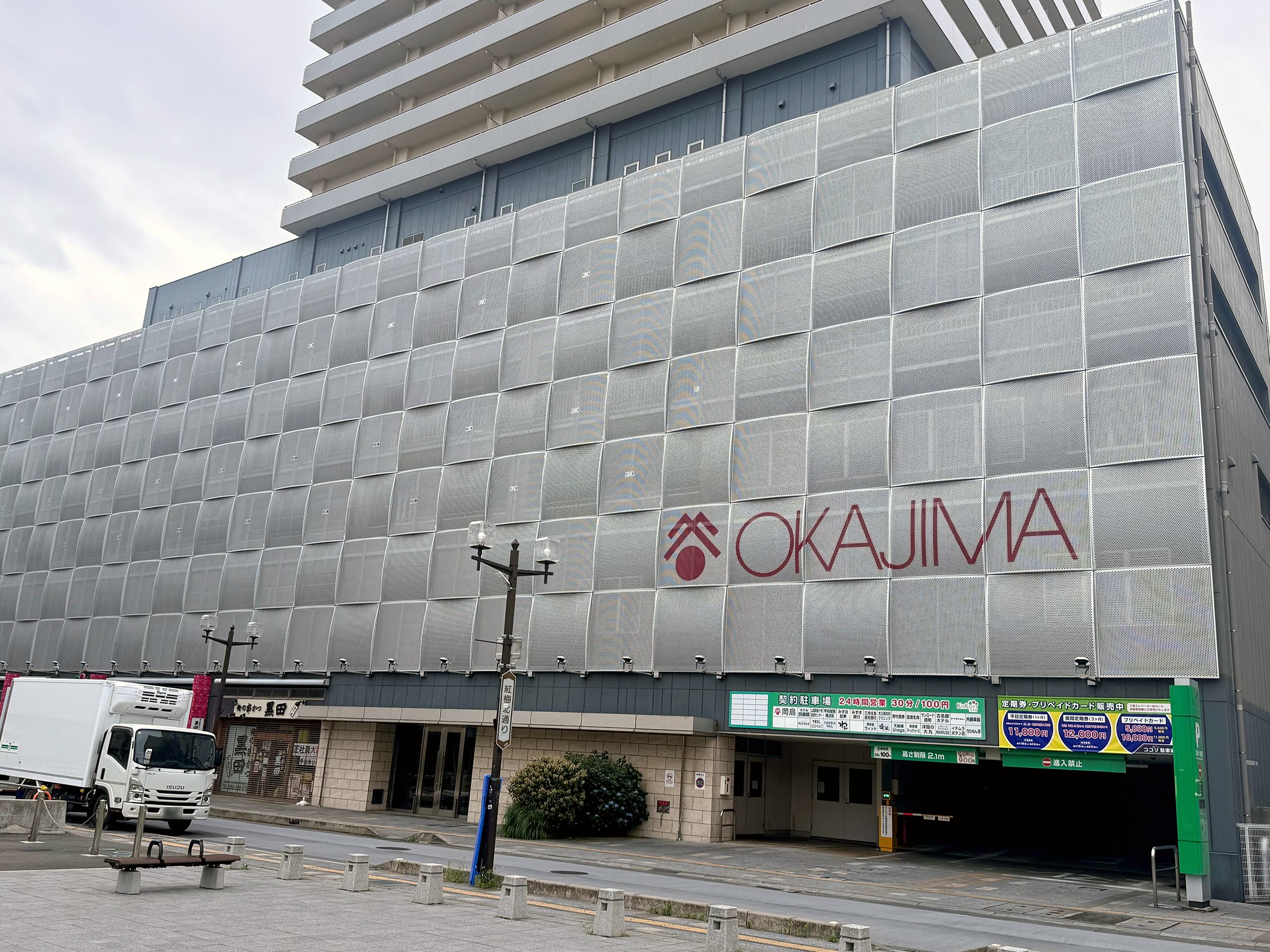
岡島のロゴが入った外観

2階の店舗全撤退が発表されてから1ヶ月後の2022年7月28日、岡島百貨店が2023年（令和5年）3月よりココリの2階から地下1階までの3フロアで営業を開始することを発表。概要としては地下を食品街、地上1階をファッション、2階を生活フロアとし、延床面積は4,500m2で営業する。また、現施設はMIRARTHホールディングスへ売却することから、一時的ではなく完全移転となる。献血ルームが移転した2022年9月1日より改装工事を開始。2階が封鎖され、1階も地下1階への通路および外側から入店できる各店舗を除き立入禁止となっている。2022年9月25日にオープン時から唯一営業を行なっていたダイソーが閉店、地下1階も工事のため封鎖された。
2023年の初めごろ、それまで運営されていた公式ホームページ（kokori.jp）が閉鎖されている。
商業エリアの改装工事が2023年2月までに完了し、同月22日にマスメディア向けに新店舗の公開が行われた。3月2日に内覧会を実施、翌日に「岡島」として移転オープンした。

## 評価

### 関係者の反応
商業施設のオープンからわずか1年足らずで商業施設の撤退が相次ぎ、それに関してマスメディアによる報道に対し、当時の甲府市長であった宮島雅展は会見で「活性化のインパクトを発揮していない」と述べたことをはじめ、一部山梨県議や甲府市議からは「巨額の公費を使って建てたもので市民からの不信感が強い」「業者に責任転嫁するのではなくビル全体の立て直しに一定の責任を負うべき」等議会で問題を指摘している。
これら批判に組合は「報道される内容が組合の趣旨と異なっている可能性が高い」ことを理由に取材拒否を行ない、甲府市の都市計画課も「居住、駐車場、教育は成功している」と主張している。組合の公式ホームページ（現在は閉鎖）では「都市機能の更新」「土地の高度利用・有効利用」「住環境の整備」「防災性の向上」を事業の目的としており、都市計画課も「防災機能の向上」と「住宅、教育、駐車場、商業機能を中心街にもたらす」と主張をおこなっている。

### まちづくり専門家による見解
社会起業家でまちづくり専門家でもある木下斉は青森県青森市のアウガや岡山県津山市のアルネ津山と並び「まちづくり開発失敗の典型」としてココリを取り上げ、このような低層商業高層住宅は過去の開発手法であり地方の実情に合っていない事例の1つとして紹介している。
まちづくりのニュースサイトを扱っている都市商業研究所の職員は扶桑社が運営しているオンラインメディア「HARBOR BUSINESS Online」に寄稿し、イオングループのココリ参入はイオンモール甲府昭和とのバーターであったことを指摘する一方で、行政がオープン時にプレミアムアウトレットジュエリーモールを核店舗としたことを疑問視し、またココリの商業施設部分の規模が小さすぎることや、山梨県が実施した買い物環境に関するアンケート調査で回答者が中心部に求めているのは大規模商業施設の建設であることを紹介している。

## フロア構成
大きく分かれて「居住者エリア」「専門学校エリア」「駐車場」「商業施設エリア」に分かれている。「駐車場」は居住者用と商業施設用に分かれており、居住者用は「ライオンズタワー甲府」居住者以外が駐車することは不可。一般用駐車場は有料であり、商業施設へ直結している。
| 階    | フロア概要     | 施設名                   | 管理     |
| ----- | -------------- | ------------------------ | -------- |
| 9‐20F | 居住者エリア   | ライオンズタワー甲府     | 大京     |
| 7‐8F  | 専門学校エリア | 山梨県立宝石美術専門学校 | 山梨県   |
| 6F    | 居住者用駐車場 |                          | 大京     |
| 3‐5F  | 一般用駐車場   |                          | 西松建設 |
| B1-2F | 商業施設       | 岡島                     | 西松建設 |

### 商業エリアの主な入居店舗・施設
岡島エリア外（岡島百貨店出入口を介さず直接入れる店舗）は以下の通り。（2024年7月時点）
| 店舗・施設名        | 業態                       | 備考                             |
| ------------------- | -------------------------- | -------------------------------- |
| 俺の串かつ黒田      | 串揚げ居酒屋               |                                  |
| クリーニング志村    | クリーニング               |                                  |
| PAPAS NONNON        | ファッション               |                                  |
| MARUSE              | レディースファッション     | ココリ完成以前より同地にて営業。 |
| イチムラボタン      | ボタン・手芸               | ココリ完成以前より同地にて営業。 |
| PIZZERIA BAR NAPOLI | イタリアン・フレンチ居酒屋 |                                  |
| マーノドゥース      | 美容室                     |                                  |
| treasure            | 買取専門店                 |                                  |

### 過去の店舗・施設
| 店舗・施設名           | 業態                     | フロア  | 開店           | 閉店           | 備考                                                                  |
| ---------------------- | ------------------------ | ------- | -------------- | -------------- | --------------------------------------------------------------------- |
| 生鮮館                 | 食品販売                 | 地下1階 | 2010年10月22日 | 2011年2月頃    |                                                                       |
| 甲府楽市               | 物販コーナー             | 2階     | 2010年10月22日 | 2011年5月31日  |                                                                       |
| ダイソー               | 100円ショップ            | 地下1階 | 2010年10月22日 | 2022年9月25日  |                                                                       |
| アニメイト             | アニメ・コミック・ゲーム | 2階     | 2011年12月10日 | 2022年7月31日  | 売り場規模を拡大するも、岡島移転に伴いイオンモール甲府昭和3階へ移転。 |
| らしんばん             | 古書店                   | 2階     | 2011年12月10日 | 2022年7月31日  | 岡島移転に伴いイオンモール甲府昭和3階へ移転。                         |
| スタジオプリモ         | ゲームセンター           | 2階     | 2011年12月10日 | 2022年7月31日  | プリクラ等一部機種は近隣に移転。                                      |
| カードラボ             | トレーディングカード系   | 2階     | 2011年12月10日 | 2022年7月31日  |                                                                       |
| グレープ               | 献血ルーム               | 2階     | 2011年12月10日 | 2022年8月28日  | 9月3日に近隣のビルへ移転。                                            |
| サンマルクカフェ       | カフェ                   | 1階     | 2015年4月27日  | 2022年3月6日   |                                                                       |
| 築地銀だこ             | 食品販売                 | 2階     | 2016年3月20日  | 2018年頃       |                                                                       |
| 未来屋書店             | 書店                     | 1階     | 2016年3月20日  | 2019年8月18日  |                                                                       |
| ドスパラ               | パソコン販売             | 2階     | 2016年3月20日  | 2020年11月7日  | 2021年に同市飯田地区へ再出店。                                        |
| イオン                 | 食品販売                 | 地下1階 | 2016年7月12日  | 2020年11月30日 |                                                                       |
| イオンリカー           | ワイン専門店             | 1階     | 2016年7月12日  | 2020年11月30日 |                                                                       |
| ニットソーイングクラブ | 洋裁店                   | 1階     |                | 2022年8月31日  | セレオ甲府（甲府駅ビル）に移転。                                      |
| レーベンサロン         | マンションギャラリー     | 1階     |                |                | 未来屋書店跡地にオープン。開店・閉店時期不明。                        |

### パセオ時代の店舗・施設
| 店舗・施設名            | 業態         | フロア  | 備考                                    |
| ----------------------- | ------------ | ------- | --------------------------------------- |
| ドトールコーヒー        | 喫茶店       | 1階     | オリオン通り外向店舗                    |
| サイゼリヤ              | レストラン   | 地下1階 |                                         |
| 甲府のパパ 占いコーナー | 占い         | 5階     |                                         |
| 花桜                    | 飲食店       | 1階     | 紅梅北通り外向店舗                      |
| チェック手芸店          | 手芸用品店   | 1階     | 紅梅北通り外向店舗                      |
| フォネット              | 携帯ショップ | 階      | フォネット第1号店、ココリ開業後再出店。 |

## 沿革

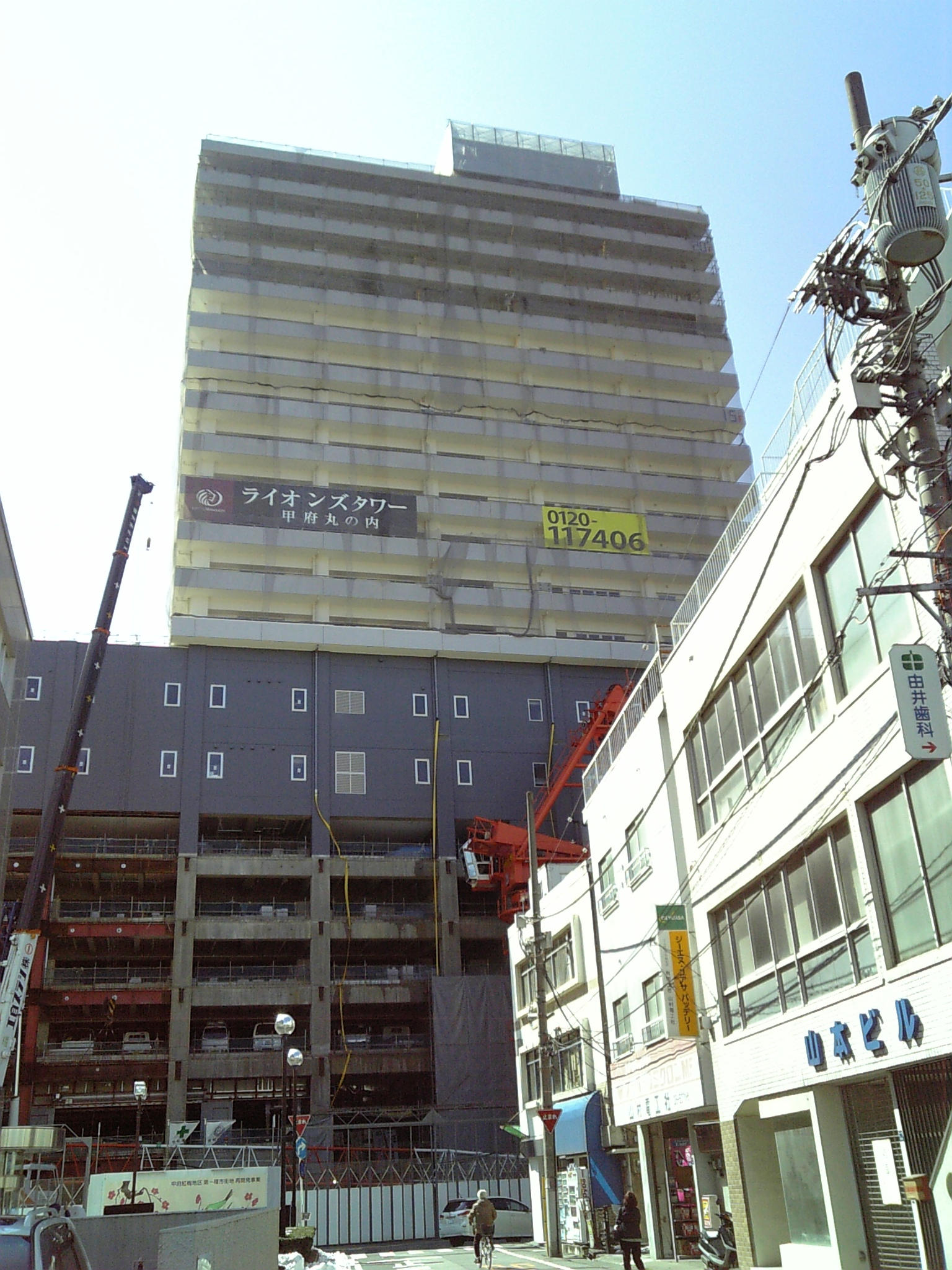
建設中のココリ（2010年3月撮影）

- 2005年（平成17年）1月12日 - 21階建高さ73mの複合ビル建設の構想があることが山梨日日新聞にて報じられる[7]。
- 2006年（平成18年）2月4日 - 甲府市が都市計画決定の準備に取り掛かっていると報じられ、地上20階建てで地下1階から地上2階まで商業施設（商業施設面積9,700m2）、3階から6階を駐車場、7階以上を分譲マンションの計画とされた[8]。
- 2007年（平成19年）
  - 1月 - 甲府紅梅地区市街地再開発組合が設立される。
  - 2月3日 - 地上23階地下1階建高さ75メートル、地下1階から地上3階まで商業施設、4階から7階を駐車場、8階以上を分譲マンションに計画変更される[9]。
  - 5月29日 - 横内正明山梨県知事が山梨県立宝石美術専門学校を当ビルへ移転することを発表[10]。
  - 7月25日 - 建設予定地にあるパセオが閉店[46]。その後同年秋頃より解体工事が始まる。
- 2008年（平成20年）6月16日 - 解体工事および地質調査が完了し、起工式が行なわれる。
- 2009年（平成21年）11月14日 - 商業施設用の公式サイトオープン（2023年初頭に閉鎖）。
- 2010年（平成22年）
  - 6月30日 - ビル名が「ココリ」に決定する。
  - 8月23日 - 一部施設の工事が完了し、竣工式が行われる。
  - 8月24日 - 駐車場施設の供用開始。
  - 9月6日 - 山梨県立宝石美術専門学校が移転開校。
  - 9月22日 - 住宅施設の入居開始。
  - 10月22日 - 商業施設の供用開始によりグランドオープン。
- 2011年（平成23年）12月10日 - 2階をテコ入れ改装し、ホビータウン甲府としてリニューアルオープン。
- 2012年（平成24年）
  - 1月12日 - 組合の解散が山梨県に承認される。
  - 9月13日 - 2階に献血ルームを開設。
- 2014年（平成26年）2月5日 - イオンモールが商業施設の支援を表明。
- 2015年（平成27年）
  - 1月30日 - イオンモールとPM業務受託を締結。サンリオが支援を表明。
  - 3月20日 - 未来屋書店や築地銀だこなどイオンモールの誘致により入居した店舗がオープン。
- 2015年（平成28年）7月12日 - 地下1階に「イオン甲府ココリ店」、1階に「イオンリカー甲府ココリ店」がオープン。
- 2020年（令和2年）11月30日 - イオンが全面撤退。
- 2022年（令和4年）
  - 7月28日 - 岡島百貨店が商業フロアへ移転することが発表される。
  - 7月31日 - ホビータウン甲府閉鎖。
  - 8月28日 - 献血ルーム閉鎖。2階から店舗・施設がなくなる。
  - 9月25日 - ダイソー撤退により地下1階から店舗・施設がなくなる。
- 2023年（令和5年）3月3日 - 岡島百貨店が移転開業。
  - 7月13日 - 午前11時過ぎ、外向店舗で複数の黒ずくめの人物による強盗事件が発生。